# 加布里埃尔·佩里站
加布里埃尔·佩里站（法語：Gabriel Péri）是巴黎地鐵的車站，位於塞納河畔阿涅爾和热讷维利耶的交界處，得名于以法国记者、政治家加布里埃尔·佩里命名的加布里埃尔·佩里大街。加布里埃尔·佩里站是巴黎地鐵13號線西北支線的車站。加布里埃尔·佩里站開通於1980年5月3日。

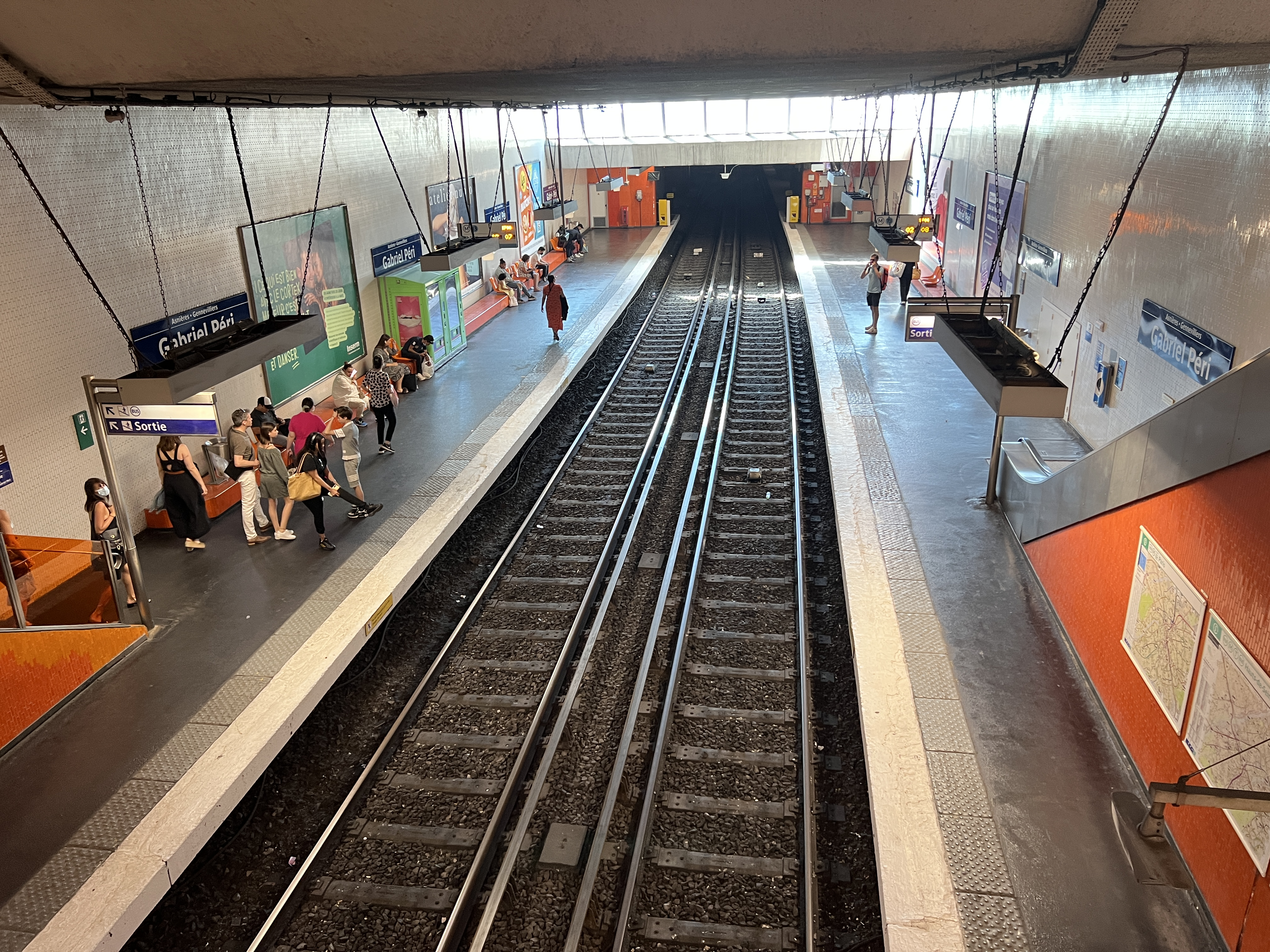
月台（2022年7月）

## 車站結構
| 街道層     |                    |                                 |
| B1         | 夾層               |                                 |
| 13號線月台 | 側式月台，右側開門 | 側式月台，右側開門              |
| 13號線月台 | 北行               | 往莱库尔蒂耶（莱萨涅特）        |
| 13號線月台 | 南行               | 往沙蒂永-蒙魯日（克利希市政厅） |
| 13號線月台 | 側式月台，右側開門 |                                 |